# Glaizy
 (mars 2011).
Si vous disposez d'ouvrages ou d'articles de référence ou si vous connaissez des sites web de qualité traitant du thème abordé ici, merci de compléter l'article en donnant les références utiles à sa vérifiabilité et en les liant à la section « Notes et références ».
Les glaizy ou glesi (ou knefli) sont une spécialité tsigane, répandue chez les Manouches et les Sinti, constituée de pâtes, d’ail et de persil et simplement pochées à l'eau. 
Dans la cuisine Sinti, les glesis accompagnent souvent la viande comme une poule accompagnée de poireau frais.

## Préparation
La pâte est constituée d'un mélange de farine de blé et des œufs (dans la proportion de 4 œufs pour 1 kg de farine), additionné d'eau et de sel. Elle est ensuite découpée en petits morceaux de façon très irrégulière, avec les mains, avec un couteau ou même avec des ciseaux.  